# Passage Wattieaux
Le passage Wattieaux est une voie du 19e arrondissement de Paris, en France.

## Situation et accès
Le passage Wattieaux est situé dans le 19e arrondissement de Paris. Il débute au 70-74, rue de l'Ourcq et se termine au 78, rue Curial. Il se trouve à proximité de l'église Saint-Luc de Paris.
La voie est desservie par la gare Rosa-Parks de la ligne E du RER et par la ligne 3b du tramway d'Île-de-France sur le parvis Rosa-Parks, via un cheminement piéton passant par la rue Henri-Verneuil et la rue Colette-Magny.

## Origine du nom

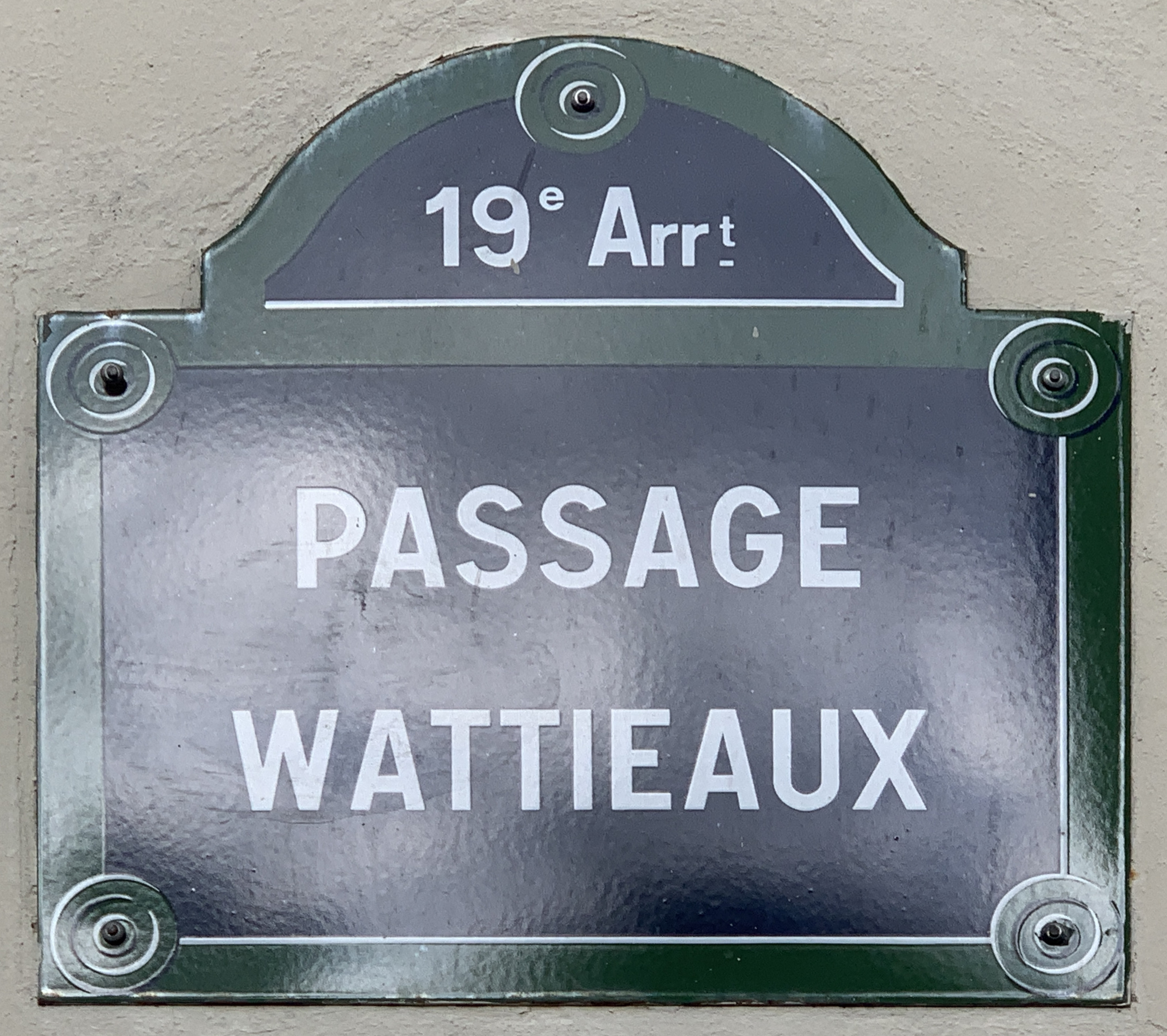
Plaque du passage.

Il porte le nom de monsieur Wattieaux qui était le propriétaire du terrain sur lequel le passage fut construit.

## Historique
Cette voie de l'ancienne commune de La Villette est ouverte sous sa dénomination actuelle en 1843 puis annexée par Paris en 1860.
Le passage est classé dans la voirie parisienne par un arrêté municipal du 18 mai 1990.